# Metropol (Lübeck)

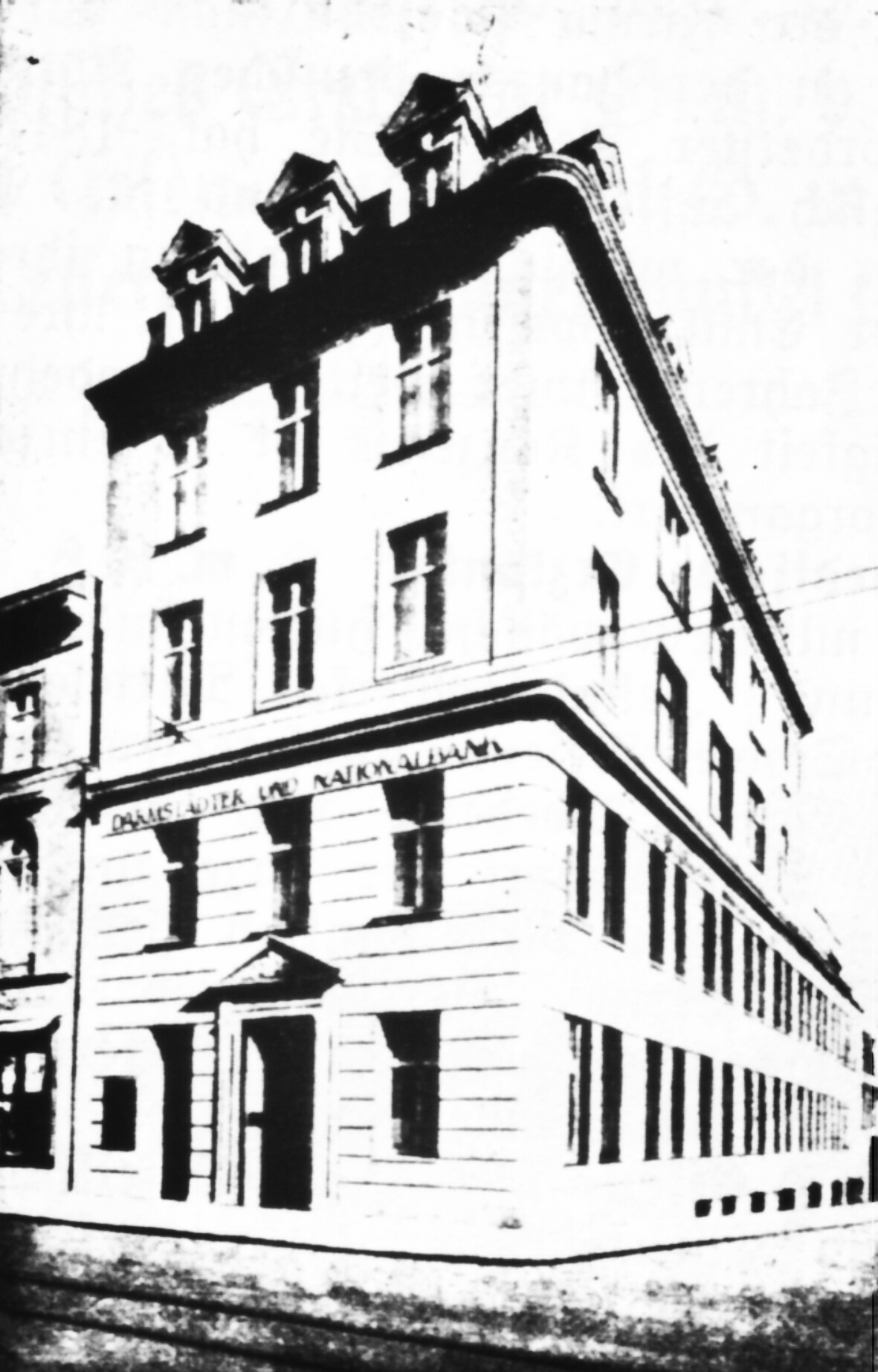
Das Gebäude des Metropol im Jahre 1926, bereits als Bank genutzt

Eröffnungsanzeige des Metropols vom 25. Dezember 1906

Das Metropol war ein frühes Lübecker Kino.
Die Firma Karstadt, die das Gebäude in der Breiten Straße 85–87 an der Ecke zur Hüxstraße besaß, hatte ihre Verkaufsräume im Sommer 1906 verlegt und war auf der Suche nach einem Pächter für das leerstehende Haus. Da die Einrichtung eines gastronomischen Betriebs am Einspruch der städtischen Behörden scheiterte, verpachtete Karstadt das Gebäude im Oktober an den Altonaer Kinounternehmer James Henschel, der dort nach umfangreichen Umbauarbeiten am 29. Dezember das Lichtspielhaus Metropol eröffnete.
Das Metropol war ein nach den Maßstäben der Zeit ungewöhnlich gut ausgestattetes Kino: Es gab bereits ein Foyer, und die 300 Plätze im etwa 30 Meter langen Saal waren schon mit Klappsitzen versehen. Die Plätze waren aufgeteilt in zwei Preisgruppen sowie für Kinder vorgesehene Reihen im vorderen Bereich und reservierte Sitze in den hinteren Reihen.
1911 veräußerte Henschel das Metropol an den Barmer Kinounternehmer Otto Waldenburger, der die Geschäftsführung an Wilhelm Senff, den Bruder des Besitzers der Tonhalle übergab. Schon nach einem Jahr verkaufte Waldenburger das Kino an die Cafébetreiber Karl und Otto Mauss weiter. Die Leitung des Lichtspielhauses lag ganz in den Händen von Karl Mauss und seiner Ehefrau Minna, während der nominelle Mitinhaber Otto Mauss sich meist in seinem elsässischen Hauptwohnsitz aufhielt. Im Jahre 1913 ließen Mauss das Metropol modernisieren; durch den Umbau erhöhte sich die Zuschauerkapazität auf 350 Plätze.
Am 24. April 1921 fand die letzte Filmvorführung im Metropol statt; das Kino musste schließen, da das Gebäude zu einer Filiale der Darmstädter und Nationalbank umgebaut werden sollte. Das Gebäude wurde beim Luftangriff von 1942 vernichtet.

Abschiedsanzeige vom 23. April 1921